# Davidaster
Genre
Davidaster est un genre de crinoïde de la famille des Comasteridae (ordre des Comatulida), originaire du golfe du Mexique.

## Systématique
Le genre Davidaster a été créé en 1986 par Anne Kathleen Hoggett (d) et Francis W. E. Rowe (d).

## Description et caractéristiques
Ce sont deux espèces de comatules fauves, très proches mais distinguées par la taille et la profondeur. Elles se tiennent cachées pendant la journée, et ne laissent émerger que leurs longs bras la nuit, pour se nourrir.

## Liste des espèces
Selon World Register of Marine Species (20 juillet 2021) :
- Davidaster discoideus (Carpenter, 1888)
- Davidaster rubiginosus (Pourtalès, 1869)

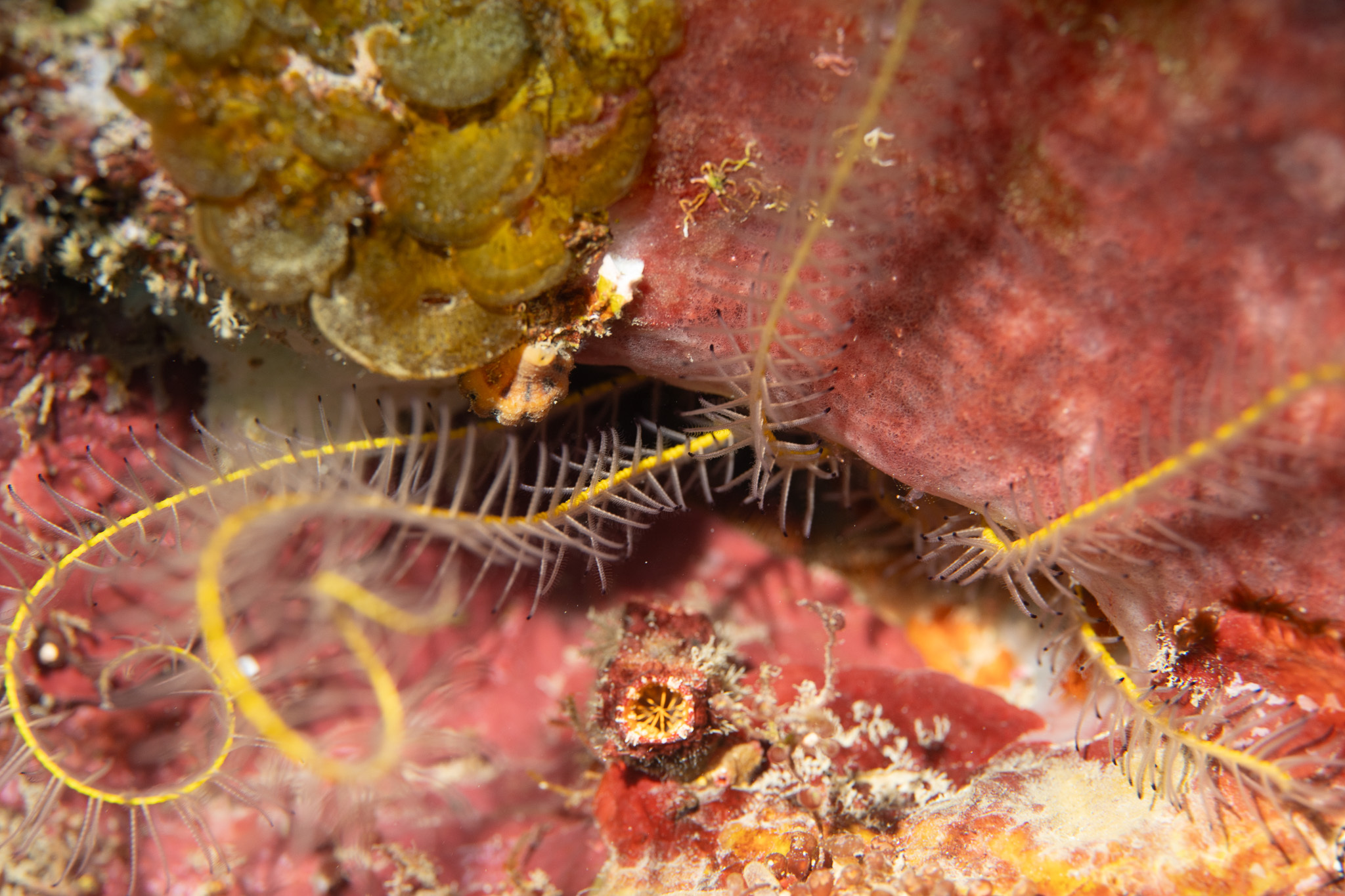
Davidaster discoideus
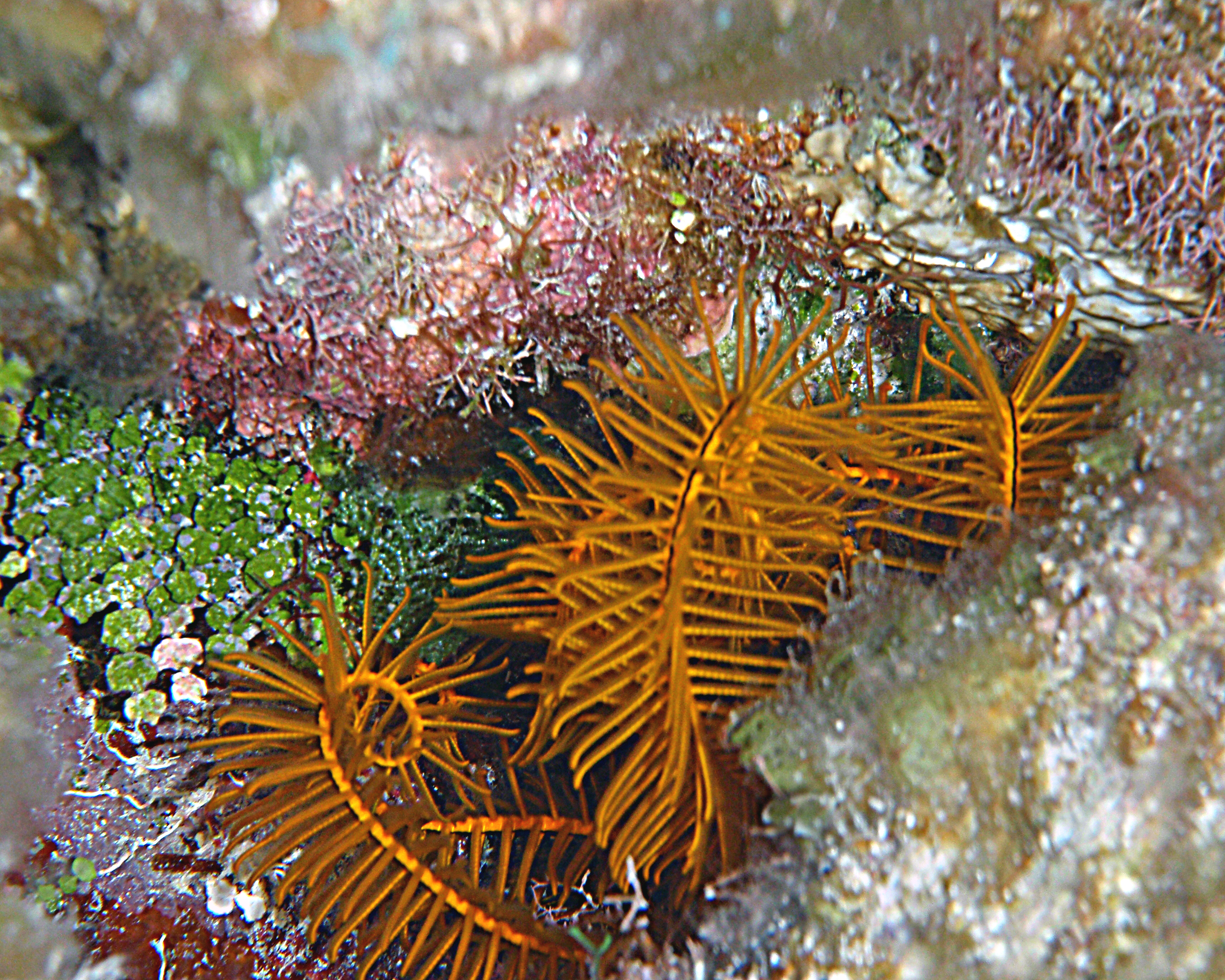
Davidaster rubiginosus